# Hopelessly
A Hopelessly című dal Rick Astley kislemeze a Body and Soul című albumáról. A dal 33. helyezést ért el a brit listákon. Az amerikai lista 28. helyén, míg Kanadában a 3. helyen landolt. Ez volt az utolsó kislemeze visszavonulása előtt. Új kislemezt csak visszatérésekor 2001-ben adott ki.

## Számlista
Studio version
1. Hopelessly – 3:35
2. When I Fall in Love – 3:02
3. Hold Me in Your Arms – 4:24
4. Whenever You Need Somebody – 3:28

Live version
1. Hopelessly (Koncertfelvétel, 1993 szeptember, Olaszország) – 2:58
2. Never Gonna Give You Up – 3:32
3. Together Forever – 3:24
4. She Wants to Dance with Me – 3:15

## Slágerlista
| Slágerlista (1993)                           | Legmagasabb pozíció |
| -------------------------------------------- | ------------------- |
| Kanadai kislemezlista                        | 8                   |
| Angol kislemezlista                          | 33                  |
| U.S. Billboard Hot 100                       | 28                  |
| U.S. Billboard Hot Adult Contemporary Tracks | 4                   |

## Év végi slágerlista
| Év végi slágerlista (1993)                 | Pozíció  |
| ------------------------------------------ | -------- |
| US Billboard Hot Adult Contemporary Tracks | 37       |
| Év végi slágerlista (1994)                 | Position |
| US Billboard Hot Adult Contemporary Tracks | 45       |